# Ganthems församling
Ganthems församling var en församling. Församlingen uppgick 2006 i Dalhems församling.
Församlingskyrka var Ganthems kyrka.

## Administrativ historik
Församlingen har medeltida ursprung. 
Församlingen var under medeltiden eget pastorat för att sedan till 1962 vara annexförsamling i pastoratet Dalhem, Ganthem och Halla som 1 maj 1921 utökades med Hörsne med Bara församling. Från 1962 till 2006 var församlingen annexförsamling i pastoratet Dalhem, Ganthem, Hörsne med Bara och Ekeby. Församlingen uppgick 2006 tillsammans med övriga församlingar i pastoratet i Dalhems församling.
Församlingskod var 098028.